# Luca Scarpelli
Luca Scarpelli Diniz (Minas Gerais, 1994?) é um publicitário e youtuber brasileiro, homem transgênero e bissexual. Em 2022, estrelou como um dos apresentadores do programa de makeover Queer Eye Brasil, veiculado pela plataforma Netflix.

## Biografia
Na infância, o irmão mais velho de Luca era sua inspiração. Com a mesada, os dois compravam figurinhas do Comandos em Ação e as bonecas ficavam abandonadas. Luca gostava de patinete, bicicleta e bola. Aos 4 anos, chegou a enterrar um vestido no quintal de casa para não ter que usá-lo.
Aos 12 anos, com a primeira menstruação, surgiu o conflito de identidade de gênero, pois Luca entrou na puberdade feminina. Nessa época, ele conta que "Desejava dormir e acordar menino". Aos 16 anos, mudou-se para Belo Horizonte, e passou a usar um visual mais masculino, se entendendo como uma mulher lésbica. Aos 17 anos, se assumiu mulher lésbica para a família tradicional mineira, muito conservadora. A ponto de uma tia lésbica ter sido julgada e mudado de país, quando Luca era criança.
Em 2016, em Lisboa, Luca escreveu um e-mail para seus pais contando que era um homem transexual e que iniciaria a transição de gênero com tratamento hormonal e cirurgias. Mas não teve coragem de enviá-lo por medo de ser mal interpretado e rejeitado. Alguns dias depois, participou da Marcha Trans em São Paulo, quando se encontrou e assumiu pra si que era uma pessoa trans. Voltou para Lisboa e enviou aquele e-mail para os pais.
| “                      | Se aquele evento não acontecesse, se eu não visse todas aquelas pessoas que eram como eu ali, talvez eu demorasse anos pra me entender. | ” |
| — Luca Scarpelli Diniz | |   |

O pai enviou mensagem no seu celular 30 minutos depois: “Tá bom, meu filho, mas qual é a novidade?”. A mãe surtou e pediu um tempo para processar, mas também o aceitou. Luca percebeu que a transição aconteceu também com seu entorno familiar e amigos: foi recebido com carinho e respeito inclusive pela avó, que entendeu e respeitou sua mudança.
A transição de Luca começou em Lisboa, em 2016. A família toda (pai, mãe, irmão e avó) foram a Portugal para lhe dar suporte no pós-operatório da mastectomia. Uma das primeiras questões foi ter que contar a história várias vezes conforme as pessoas descobrissem a transição. No Facebook, chegou a apresentar apenas seu sobrenome. Inspirado em um youtuber português, Luca decidiu gravar vídeos mostrando as mudanças e compartilhando as experiências desse processo que faria com que os amigos não o conhecessem quando voltasse ao Brasil.

## Carreira
O primeiro vídeo de Luca falando de sua transição foi postado no Facebook com acesso apenas para os amigos mais próximos. Mas ele recebeu tantas perguntas que logo percebeu que não havia um canal com boa informação em português sobre a questão. Então iniciou o seu canal do Youtube “Transdiário” em 1º de outubro de 2017, mesmo dia em que começou a hormonização e se assumiu no ambiente do trabalho, uma agência de publicidade. No canal, ele aborda diversidade de gênero e sua experiência pessoal de transição, fala dos direitos de pessoas trans, e compartilha dúvidas e aprendizados. O canal está pausado. Segundo Luca, o conteúdo está lá para auxiliar quem estiver passando por um processo parecido, mas ele agora quer mostrar outros assuntos que permeiam sua vida e está atuando mais no Instagram.
Em 2022, foi escolhido como um dos cinco apresentadores do programa de makeover Queer Eye Brasil, veiculado pela Netflix. Sua função era oferecer suporte psicológico aos participantes, papel desempenhado por Karamo Brown no programa original.
Em 2022, também estrelou o documentário “Eu, um Outro”, da Oficina Criação de Filmes, gravado em 2018.
Em 2022, foi uma das pessoas trans que respondeu à coluna de Djamila Ribeiro, na Folha de S.Paulo, em que ela afirma que o termo “pessoas que menstruam” pode invisibilizar as mulheres cis.

## Vida pessoal
Em 2021, morava em Lisboa.
Em 2022 e 2023, teve um relacionamento amoroso com a também produtora de conteúdo digital Ellora Haonne.

Em 2025, namora a também produtora de conteúdo digital Gabi R. Moretti.